# Gampong Jawa (Langsa Kota)
Gampong Jawa is een bestuurslaag in het regentschap Langsa van de provincie Atjeh, Indonesië. Gampong Jawa telt 8535 inwoners (volkstelling 2010).